# Estrées-lès-Crécy
Estrées-lès-Crécy (picardisch: Étrèe-lès-Carcy) ist eine nordfranzösische Gemeinde mit 397 Einwohnern (Stand 1. Januar 2022) im Département Somme in der Region Hauts-de-France. Die Gemeinde liegt im Arrondissement Abbeville und ist Teil der Communauté de communes Ponthieu-Marquenterre und des Kantons Rue.

## Geographie
Die Gemeinde, die bis 1951 von einer Meterbahnstrecke der Bahn Réseau des Bains de Mer bedient wurde, liegt rund drei Kilometer östlich von Crécy-en-Ponthieu an der Départementsstraße D938 und einem Teilstück des Systems der Chaussée Brunehaut. Zu ihr gehören die Gehöfte Branlicourt und Ferme du Bois d’Ausse. Das Gemeindegebiet liegt im Regionalen Naturpark Baie de Somme Picardie Maritime.

## Toponymie
Der Ortsname leitet sich vom lateinischen Begriff „strata“ ab. Der Ort war einer der Schauplätze der Schlacht von Crécy im Hundertjährigen Krieg.

## Einwohner
| 1962 | 1968 | 1975 | 1982 | 1990 | 1999 | 2006 | 2011 |
| ---- | ---- | ---- | ---- | ---- | ---- | ---- | ---- |
| 444  | 406  | 380  | 358  | 353  | 362  | 370  | 389  |

## Sehenswürdigkeiten

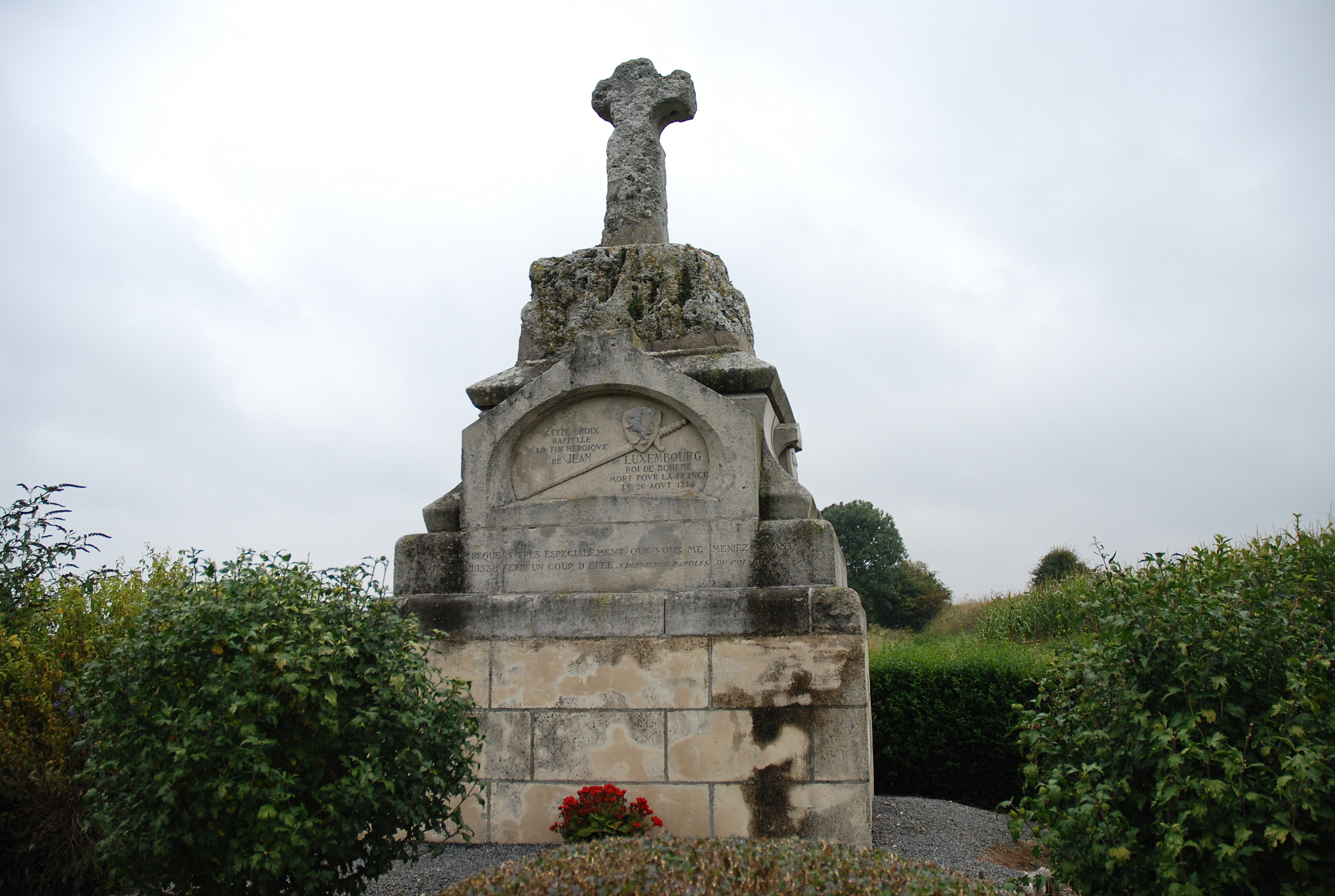
Croix-de-Bohème

- Mariä-Himmelfahrts-Kirche aus dem 16. Jahrhundert, 1926 als Monument historique eingetragen (Base Mérimée PA00116147)[1]
- Böhmisches Kreuz (Croix-de-Bohème) zur Erinnerung an die Schlacht von Crécy am Rand der Gemeinde
- Kriegerdenkmal

## Estrées in der Literatur
- Die Novelle Les silences du colonel Bramble von André Maurois spielt hier teilweise.

## Persönlichkeiten
- Maurice Poissant, französischer Politiker (1883–1969), hier geboren.
- Poissant Thibault, französischer Bildhauer und Architekt (1605–1668), hier geboren.[2]